# Konieczno (gromada)
Konieczno – dawna gromada, czyli najmniejsza jednostka podziału terytorialnego Polskiej Rzeczypospolitej Ludowej w latach 1954–1972.
Gromady, z gromadzkimi radami narodowymi (GRN) jako organami władzy najniższego stopnia na wsi, funkcjonowały od reformy reorganizującej administrację wiejską przeprowadzonej jesienią 1954 do momentu ich zniesienia z dniem 1 stycznia 1973, tym samym wypierając organizację gminną w latach 1954–1972.
Gromadę Konieczno z siedzibą GRN w Koniecznie utworzono – jako jedną z 8759 gromad na obszarze Polski – w powiecie włoszczowskim w woj. kieleckim, na mocy uchwały nr 13l/54 WRN w Kielcach z dnia 29 września 1954. W skład jednostki weszły obszary dotychczasowych gromad Konieczno i Przygradów ze zniesionej gminy Włoszczowa w tymże powiecie. Dla gromady ustalono 17 członków gromadzkiej rady narodowej.
31 grudnia 1961 do gromady Konieczno przyłączono obszar zniesionej gromady Rogienice.
1 stycznia 1969 do gromady Konieczno przyłączono wsie Bebelno, Bebelno Kolonia i Ludwinów ze zniesionej gromady Bebelno.
Gromada przetrwała do końca 1972 roku, czyli do kolejnej reformy gminnej.